# Rund um die Nürnberger Altstadt 2009
Il Rund um die Nürnberger Altstadt 2009, diciannovesima edizione della corsa, valido come evento dell'UCI Europe Tour 2009 categoria 1.1, si svolse il 13 settembre 2009 su un percorso di 130,2 km. Fu vinto dall'italiano Francesco Gavazzi, che terminò la gara in 2h 35' 22" alla media di 46,45 km/h.
Al traguardo 109 ciclisti portarono a termine il percorso.

## Ordine d'arrivo (Top 10)
| Pos. | Corridore         | Squadra       | Tempo    |
| ---- | ----------------- | ------------- | -------- |
| 1    | Francesco Gavazzi | Lampre-N.G.C. | 2h35'22" |
| 2    | Felix Rinker      | Heizomat      | a 29"    |
| 3    | Nils Plötner      | Heizomat      | s.t.     |
| 4    | Björn Thurau      | Elk Haus      | s.t.     |
| 5    | Mitchell Docker   | Skil-Shimano  | s.t.     |
| 6    | Jacek Morajko     | Mroz          | s.t.     |
| 7    | David Loosli      | Lampre-N.G.C. | s.t.     |
| 8    | Rikke Dijkxhoorn  | Van Vliet     | s.t.     |
| 9    | Manuele Mori      | Lampre-N.G.C. | a 1'44"  |
| 10   | Simone Ponzi      | Lampre-N.G.C. | a 1'52"  |